# تسوتومو کاشیواکورا
تسوتومو کاشیواکورا (انگلیسی: Tsutomu Kashiwakura؛ زادهٔ ۱ مارس ۱۹۶۶) صداپیشه اهل ژاپن است. وی از سال ۱۹۸۵ میلادی تاکنون مشغول فعالیت بوده‌است.